# James Arthur
James Arthur és un músic i cantant anglès, nascut a Middlesbrough, Anglaterra, el 2 de març de 1988. És conegut perquè va guanyar la novena edició de 'The X Factor'(UK) el 2012. El seu single 'Impossible' va ser llençat després de la final de 'The X Factor' i va debutar com a número 1 en la llista de singles del Regne Unit el 16 de desembre de 2012 a la seva primera setmana de llançament. Des d'aleshores, ha venut més de 1.3 milions de còpies convertint-se així en el guanyador de 'The X Factor' amb més èxit després del programa. Abans de la seva participació en el programa va ser cantant i guitarrista en diverses bandes entre 2005 i 2012, i després com a solista.

## Biografia
Els seus pares eren Shirley Ashworth, una noia anglesa i Neil Arthur un jove escocès, que treballava al món dels transports, encara que també exercia com a DJ i de vegades tocava la bateria. Els seus pares es van separar quan ell tenia tan sols dos anys, aquests van refer la seva vida cadascun amb la seva parella. No es van parlar durant més de vint anys, encara que es van posar d'acord per a anar junts a l'audició del seu fill. James, per primera vegada va anar a l'escola 'Ings Farm Primary School' de Redcard, a North Yorkshire.
Quan ell tenia nou anys, es va traslladar amb la seva mare i el seu padrastre Ronald Rafferty a Bahrain on va estudiar a la 'British School of Bahrain' durant quatre anys. Quan es van separar la seva mare i el seu marit, l'Arthur va haver de tornar-se a traslladar amb la seva mare i les seves germanastres Jasmin i Neve al Regne Unit per viure en una casa a Saltburn-by-the-Sea. Quan va tornar va continuar els seus estudis a Redcar Rye Hills School. Arthur té cinc germans, un germà major anomenat Neil Arthur, una germana gran anomenada Sian Arthur, i tres germanes més joves, Charlotte Arthur i Jasmin i Rafferty Neve.
James porta gravant discos d'ençà que tenia quinze anys com a solista i a diversos grups: Moonlight Drive, la banda va estar tocant entre 2005 i 2008, gravant cançons com ara "Said You'd Be There", "Hole in My Heart" and "Tear Me Apart". Cue the Drama, van gravar cançons entre 2005 i 2008 com ara, "On the Radio 98KUPD", "It's Killing Me", "I Reach You" i "It Hurts".
Save Arcade era una banda de Middlesbrough, que estava formada per Arthur (veu, guitarra), Josh Brown (teclats, veu), Matthew Green (guitarra), Alex Beer (baix, veus), Travis Shaw (guitarra, percussió, cors) i Karl Dowson (bateria). El 2009, la banda va llançar un EP de tres cançons anomenat 'la Veritat', que porta una pista amb el títol "The Truth", així com "Echoes" i "I Un-Proudly Present". El juny de 2010, la banda va llançar un EP de cinc pistes, amb les cançons "Tonight We Dine in Hades" incloent "Superhero", "You Always Want a Fight", "Is Not Juliet Dead "i "She Aims to Please". Ambdues emissions es van trobar en els 57 registres independents del Regne Unit.
Emerald Skye, va ser un grup format el 2011 per James (guitarra i veu), Dean Harrison (piano, violí), Paul Gill (baix) i Save Arcade company de banda Green (bateria). James també va pujar vídeos d'algunes de les seves cançons a Youtube o Soundcloud, incloent un àlbum titulat Sins by the Sea. El 2011, James va presentar-se al programa de 'The X Factor'
Arhur va fer l'audició pel programa amb la versió acústica de la cançó 'Young' de la jutge Tulisa Contostavlos. Després de fer una performance de la cançó "I Can't Make You Love Me", en James va ser escollit per la seva mentor Nicole Scherzinger com un dels dotze participants per als shows en viu, i un de la categoria de 'Boys'.
Després del seu segon performance, l'Arthur va patir un atac d'ansietat als bastidors. En James va haver de cantar la cançó "Fallin", per sobreviure contra la seva companya Ella Henderson. Els jutges els van empatar en nombre de punts (2-2) i va ser l'audiència qui va decidir, i van salvar a l'Arthur.
Arthur va guanyar 'The X Factor', el 9 de desembre de 2012, amb un 53,7% dels vots, contra Jahméne Douglas qui va rebre el 38,9%. Després de guanyar, en James va llançar un cover de la cançó "Impossible" de Shontelle de 2010, la cançó va ser gravada com un single benèfic per 'Together for Short Lives'i es va convertir en la venda més ràpida d'un guanyador de 'The X Factor', aconseguint 255.000 descàrregues en 48 hores i més de 490.000 a finals de la setmana. El senzill va encapçalar la llista de singles del Regne Unit en la seva primera setmana de llançament. Després d'11 dies, va ser el setè single més venut de qualsevol concursant de Factor X, amb unes vendes de 622.000 descàrregues en la seva segona setmana el single va caure el número dos, però va recuperar el primer lloc en la seva tercera setmana, i es va quedar primer durant una setmana addicional. Després de tres setmanes, va ser el cinquè single més venut de l'any 2012 amb 897.000 còpies venudes. Després de quatre setmanes, havia venut 971.000 còpies. Fins a l'11 de gener de 2013, el single ha venut més d'un milió de còpies. La cançó també va arribar a número u a Irlanda, dos a Austràlia, Nova Zelanda i Suïssa, i vuit en Eslovàquia. Al febrer de 2013, s'havia convertit en el guanyador més venut X Factor amb 1,3 milions còpies venudes.